# Stargate: The Ark of Truth
 For alternative betydninger, se Stargate. (Se også artikler, som begynder med Stargate)
Stargate: The Ark of Truth er en amerikansk science fictionfilm fra 2008 instrueret, produceret og skrevet af Robert C. Cooper. Filmen er en efterfølger til tv-serien Stargate SG-1 og blev selv efterfulgt af Stargate: Continuum. The Ark of Truth er en direkte-til-dvd film.

## Medvirkende
- Ben Browder
- Amanda Tapping
- Christopher Judge
- Michael Shanks
- Beau Bridges
- Claudia Black
- Currie Graham
- Morena Baccarin
- Tim Guinee
- Julian Sands
- Sarah Strange
- Michael Beach
- Gary Jones
- Martin Christopher
- Chris Gauthier
- Eric Breker
- Matthew Walker
- Fabrice Grover
- Spencer Maybee

## Ekstern henvisning
- Stargate: The Ark of Truth på Internet Movie Database (engelsk)
- Stargate: The Ark of Truth på Filmdatabasen
- Stargate: The Ark of Truth i Svensk Filmdatabas (svensk)
- Stargate: The Ark of Truth i Svensk mediedatabas (svensk)
- Stargate: The Ark of Truth på AlloCiné (fransk)
- Stargate: The Ark of Truth på MovieMeter (nederlandsk)
- Stargate: The Ark of Truth på AllMovie (engelsk)
- Stargate: The Ark of Truth på Turner Classic Movies (engelsk)
- Stargate: The Ark of Truth på The Movie Database (engelsk)
- Stargate: The Ark of Truth på Rotten Tomatoes (engelsk)